# Еремеевская (Няндомский район)
Еремеевская — деревня в Няндомском районе Архангельской области.

## География
Находится в юго-западной части Архангельской области на расстоянии приблизительно 41 км на север-северо-запад по прямой от административного центра района города Няндома у южного берега озера Ильинское (озеро, расположенное к западу от станции Лельма).

## История
В 1873 году здесь было учтено 17 дворов, в 1905 — 26. Тогда деревня входила в Каргопольский уезд Олонецкой губернии. До 2022 года входила в Шалакушское сельское поселение до его упразднения.

## Население
Численность населения: 103 человека (1873 год), 134 (1905), 5 (русские 100 %) в 2002 году, 4 в 2010.